# Hilário da Cruz Massinga
Hilário da Cruz Massinga OFM (* 25. Juni 1958 in Banze, Distrikt Gaza, Portugiesisch-Ostafrika) ist ein mosambikanischer römisch-katholischer Ordensgeistlicher und Weihbischof in Inhambane.

## Leben
Hilário da Cruz Massinga besuchte von 1972 bis 1975 die Kleinen Seminare der Franziskaner in Amatongas und in Chimoio sowie später die weiterführenden Schulen in Inhambane und in Maputo. Anschließend war er zwei Jahre beim mosambikanischen Ministerium für Arbeit tätig, bevor er acht Jahre Militärdienst bei der mosambikanischen Armee leistete. Ab 1986 studierte er Philosophie und Katholische Theologie am Priesterseminar São Pio X. in Maputo. Nachdem Massinga 1987 ein Postulat bei den Franziskanern absolviert hatte, trat er der Ordensgemeinschaft bei und wurde am 2. September 1988 eingekleidet. Es folgte das Noviziat in Marondera in Simbabwe. Dort legte er 1989 die zeitliche Profess ab. Danach setzte er in Pretoria das Studium der Philosophie und der Katholischen Theologie fort. Massinga legte am 10. Januar 1993 die ewige Profess ab und empfing am 9. Januar 1994 in der Kathedrale São João Baptista in Xai-Xai durch den Bischof von Xai-Xai, Júlio Duarte Langa, das Sakrament der Priesterweihe. Nach weiterführenden Studien an der Päpstlichen Hochschule Antonianum in Rom erwarb er 1996 mit der Arbeit Provérbios, Símbolos e Ritos – Indicação duma Espiritualidade („Sprichwörter, Symbole und Riten – Anhaltspunkte für eine Spiritualität“) ein Lizenziat im Fach franziskanische Spiritualität.
1997 kehrte Massinga in seine Heimat zurück und wurde Pfarrer der Kathedrale Maria Imaculada in Chimoio. Zudem lehrte er am ordenseigenen Priesterseminar in Chimoio. Ab Februar 1999 war er Kustos der mosambikanischen Franziskaner-Kustodie Santa Clara.
Am 5. April 2003 ernannte ihn Papst Johannes Paul II. zum Bischof von Lichinga. Der emeritierte Bischof von Lichinga, Luís Gonzaga Ferreira da Silva SJ, spendete ihm am 15. Juni desselben Jahres vor der Kirche in Chongoene die Bischofsweihe; Mitkonsekratoren waren der Erzbischof von Maputo, Francisco Chimoio OFMCap, und der Bischof von Xai-Xai, Júlio Duarte Langa. Sein Wahlspruch Eu confio na misericórdia de Deu („Ich vertraue auf die Barmherzigkeit Gottes“) stammt aus Ps 52,10 . Die Amtseinführung erfolgte am 29. Juni 2003. Am 25. Januar 2008 bestellte ihn Papst Benedikt XVI. zum Bischof von Quelimane. Die Amtseinführung fand am 30. März desselben Jahres statt. Bis zum 30. Dezember 2008 war Massinga zusätzlich Apostolischer Administrator des vakanten Bistums Lichinga. Vom 10. November 2015 bis zum 11. November 2018 fungierte er zudem als Vizepräsident der Mosambikanischen Bischofskonferenz (CEM). Ab 2021 leitete er die Liturgiekommission der Bischofskonferenz.
Papst Franziskus ernannte ihn am 11. August 2023 zum Titularbischof von Chullu und zum Weihbischof in Inhambane.

## Schriften
- Provérbios, Símbolos e Ritos – Indicação duma Espiritualidade. Päpstliche Hochschule Antonianum, Rom 1996.
- Espiritualidade do Matrimónio Tradicional. In: O matrimónio. Centro de Formação de Nazaré, Actas da 5a Semana Teológica, Arquidiocese da Beira, 26–30 Junho 2000, Moçambique. Paulinas, Maputo 2000, OCLC 634793126, S. 209–216.